# كيلي ديفيس (مغني)
كيلي ديفيس (بالإنجليزية: Keeley Davis)‏ هو مغني ومغن مؤلف أمريكي، ولد في 4 يناير 1976.

## وصلات خارجية
- كيلي ديفيس على موقع ميوزك برينز (الإنجليزية)
- كيلي ديفيس على موقع ديسكوغز (الإنجليزية)